# 這就是英格蘭
《這就是英格蘭》（英語：This Is England）是2006年的一部英國電影，由Shane Meadows編劇和導演。這部電影獲得了2007年的英國電影學院獎。

## 外部連結
- 互联网电影数据库（IMDb）上《這就是英格蘭》的资料（英文）
- Box Office Mojo上《這就是英格蘭》的資料（英文）
- 爛番茄上《這就是英格蘭》的資料（英文）
- Metacritic上《這就是英格蘭》的資料（英文）
- EyeForFilm.co.uk （页面存档备份，存于） – Interview with Stephen Graham about This Is England